# 華沙莫德林機場
华沙莫德林机场（IATA代码：WMI，ICAO代码：EPMO）是波兰的一座国际机场。机场距离华沙市中心约35公里，位于马佐夫舍地区新庄园，是华沙的第二大机场。该机场主要承担廉航公司的短途与中途定期航班业务，同时也提供波兰国内航班和包机航班的服务。
目前，华沙莫德林机场有两家航空公司运营，分别是瑞安航空和摩尔多瓦航空。瑞安航空开通了49条飞往欧洲各城市的定期航线，而摩尔多瓦航空则运营飞往摩尔多瓦首都基希讷乌的定期航线。华沙莫德林机场自2014年5月起具备仪表着陆系统（ILS）的第二类别资质，能够在能见度较低的情况下保证飞机安全着陆。
莫德林机场最初运营时的最大通行能力估计为每年200-230万人次，而在2023年，莫德林机场的实际客流量则为每年300-350万人次。

## 业务简介
华沙莫德林机场主要为廉价航空、包机和货运航班提供服务，以分担华沙肖邦机场在航空运输业务方面的压力。
莫德林机场改造方案在公布后没有得到多数华沙市民的支持，因为这个机场并不符合华沙民众期待的第二个大型国际机场的标准。马佐夫舍省政府曾向投资者保证，莫德林机场会在2012年欧洲杯开始前投入使用。但该计划曾遭到大量环保人士的反对。这些人士认为，新机场将位于维斯瓦河附近，这可能会影响当地的生态环境。此外，新机场的着陆路径上有大量鸟群，而且经常有雾，这可能会影响机场的安全性。
华沙莫德林机场项目建设的投资占比如下：
- 波兰军事财产管理局- 34.43%
- 波兰机场股份有限公司- 30.39%
- 马佐夫舍省政府– 30.37%
- 马佐夫舍地区新庄园市议会 – 4.81% [6]

### 机场运营
維茲航空于2012年2月1日宣布从肖邦机场迁出后，莫德林机场的首席执行官Piotr Okienczyc宣布，该机场将与其他四家航空公司进行谈判。  2012年7月至12月期间，该机场继续服务于两家低成本航空公司，分别是之前从肖邦机场迁出的维兹航空以及瑞安航空。维兹航空主要使用空客A320-200飞机，而瑞安航空则主要使用波音737-800飞机。
莫德林机场因跑道裂缝于2012年12月22日至2013年6月停运。复航后，只有瑞安航空继续使用该机场。2022年10月31日，该机场与摩爾多瓦航空开启合作。 

## 历史

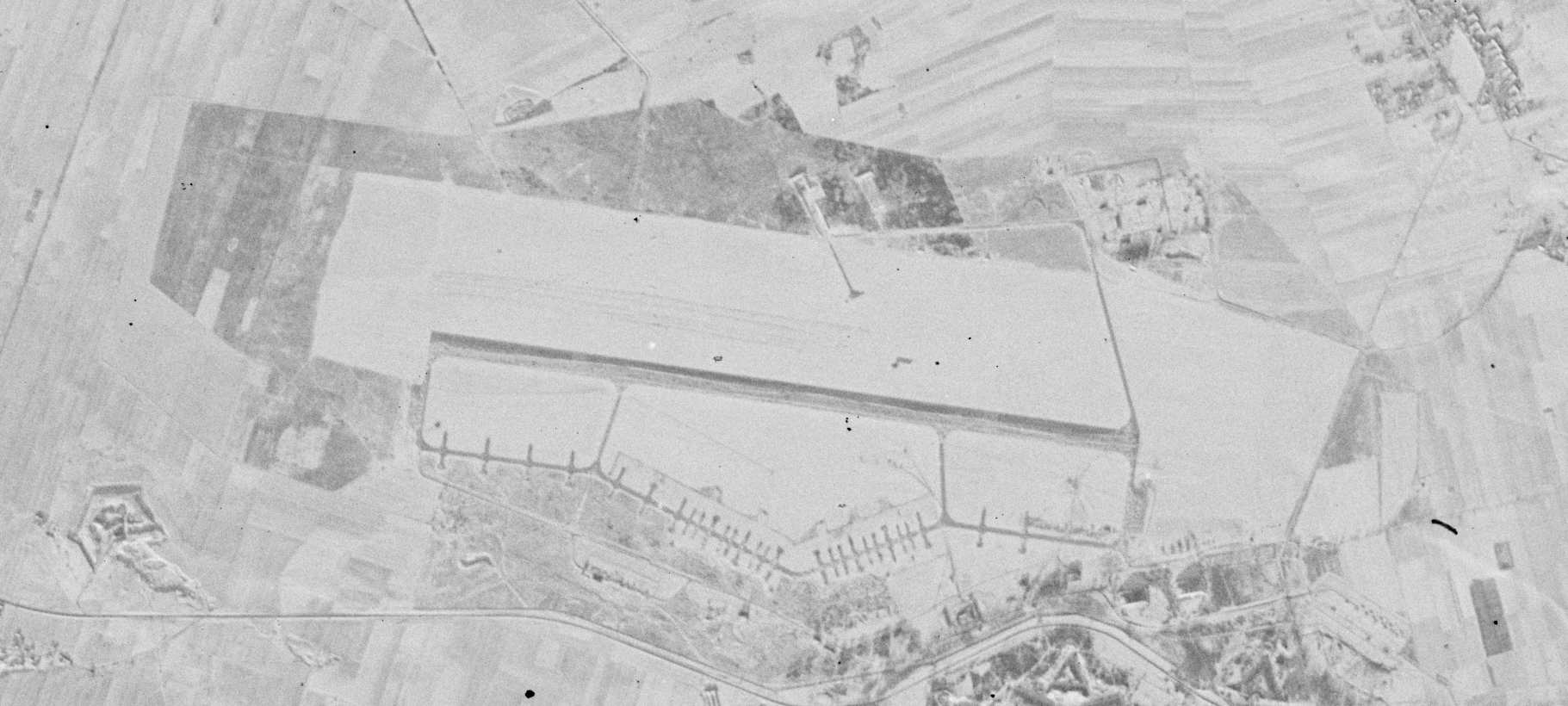
美国情报卫星于1961年12月12日至16日拍摄的华沙莫德林机场的卫星图像。

### 早期历史
莫德林机场最初是由德国空军在1940年建造的军用机场，用于在占领的波兰境内进行空中作战。战后，该机场先后被波兰和苏联空军占用。在此期间，该机场也是45号实验飞行中队的驻地，负责进行各种飞行试验和研究。由于该机场的设施陈旧，跑道损坏，照明不足，以及缺乏仪表着陆系统等现代化的导航设备，2000年莫德林军用机场被波兰国防部宣布关闭。

### 重建与启用
2009年9月，马佐夫舍省政府牵头成立了莫德林机场有限公司，开始对这座几乎废弃的军事机场进行改造。经过半年的跑道和设施维修，莫德林机场在通过了一系列的审核和检查后，于2010年2月8日正式被波兰民航局登记为民用机场。
莫德林机场于2010年10月8日开始 民用化建设项目，包括新建一个由Stefan Kuryłowicz和APA Kuryłowicz & Associates工作室设计的机场航站楼，该航站楼于2012年7月竣工。 
莫德林机场于2012年7月7日举行了开放日活动，向公众展示了新建的航站楼和设施。7月15日，该机场正式开通了定期客运航班 。17:30左右，一架从布达佩斯飞来的维兹航空空客A320飞机降落在莫德林机场，载着该机场的首批旅客。
莫德林机场的首月旅客量达到了16.1万人次，其中威兹航空占11.8万人次，瑞安航空占4.18万人次。莫德林机场的第一个运营月完成起降次数为1106次。
维兹航空是第一家宣布进驻莫德林机场的航空公司。2012年2月1日，该公司宣布，维兹航空将把所有从华沙肖邦机场出发的航班转移到莫德林机场。2月8日，瑞安航空宣布开通飞往布鲁塞尔-沙勒罗瓦、都柏林、伦敦-斯坦斯特德、米兰-贝加莫、奥斯陆-里格、罗马-恰皮诺和斯德哥尔摩-斯卡夫斯塔等地区的航班。

### 无限期关闭机场
2012年12月22日，由于跑道出现裂缝和破损，莫德林机场被华沙省建筑监督局吊销了使用许可证，航班运营被暂停。而在此之前的12月17日，维兹航空就已经将航班提前转移到了肖邦机场。
在调查评估后，投资者、总承包商、分包商和材料技术专家的代表发现，莫德林机场的严重跑道损坏发生在08和26号区域。而这些区域是用沉积岩石灰泥作为骨料建造的水泥混凝土 。
机场管理层声称，跑道和滑行道的问题是由于使用了不合适的骨料，其中的碳酸盐和碳酸盐-粘土质颗粒不应该存在于骨料中。而他们否认了跑道裂缝是由于除冰时使用了不适当的化学物质导致。

### 再次开放
2013年6月24日，波兰民航局批准莫德林机场恢复大型客机起降。随后瑞安航空宣布将于2013年9月30日将原本迁移到肖邦机场的所有航班重新迁回莫德林机场。但维兹航空宣布，他们不会再将航班重新迁回莫德林机场，而是选择留在了肖邦机场。
2015年10月20日，莫德林机场迎来自开放后的第500万名乘客。2022年10月31日，莫德林机场与摩尔多瓦航空公司签订合作协议，摩尔多瓦航空成为机场自2013年重新开放以来第二家入驻该机场的航空公司。

## 主要事件

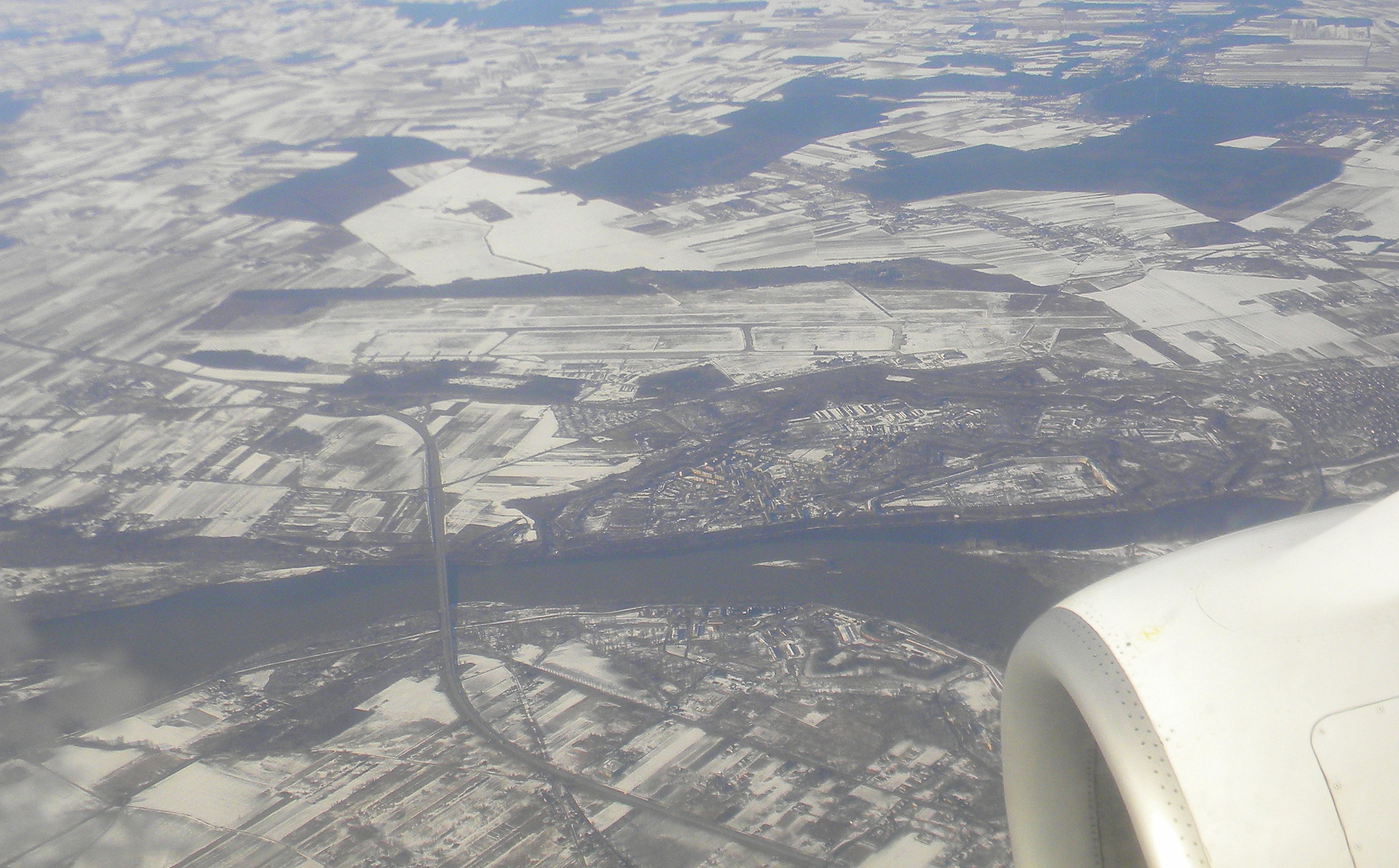
莫德林机场鸟瞰图和附近的莫德林堡垒 (2013)

- 2012年2月1日—维兹航空宣布，将把其航班从肖邦机场迁至华沙/莫德林机场，并公布了新的航线网络。该公司副总裁John Stephenson表示，这一决定旨在为旅客提供更多的联程选择，降低票价15-20%，并有望实现全天候飞行。[26]
- 2012年4月18日—瑞安航空公布了飞往巴塞罗那、博洛尼亚、布里斯托尔、东米德兰、埃因霍温、法兰克福-哈恩、格拉斯哥普雷斯蒂克、利物浦、曼彻斯特和巴黎-博韦等地的航班计划。
- 2012年5月31日—在机场验收过程中，发现新铺的混凝土跑道上竟然有数以千计的小孔。如果新的混凝土路面出现这样的缺陷，说明混凝土配合比有严重的技术问题。而这些跑道上的小孔,可能会导致飞机在起降时轮胎破裂，从而造成难以想象的严重后果。专家Bogusław Holeksa解释说："（莫德林机场的跑道）用来修补小孔的粘合剂在长期使用中也可能会有不同的表现。"而道路和桥梁研究所表面诊断实验室主任Mirosław教授则评价说：“这可能意味着这条跑道发生了一些异常的情况。我不清楚这是由于使用了什么技术、施工中出了什么差错还是材料本身有问题。”[26]
- 2012年7月13日—ULC批准了莫德林机场的盈利许可[27]。
- 2012年10月15日—莫德林机场运营三个月后，在这一天，迎来了自开始运营以来的第50万名旅客。
- 2012年11月12日—莫德林机场公布了首批前往马略卡岛、富埃特文图拉岛、安塔利亚和博德鲁姆的包机航班，将于2013年4月开始飞行。
- 2012年12月8日—维兹航空开通了与格勒诺布尔的冬季季节性航线，但首班飞机是从肖邦机场起飞。

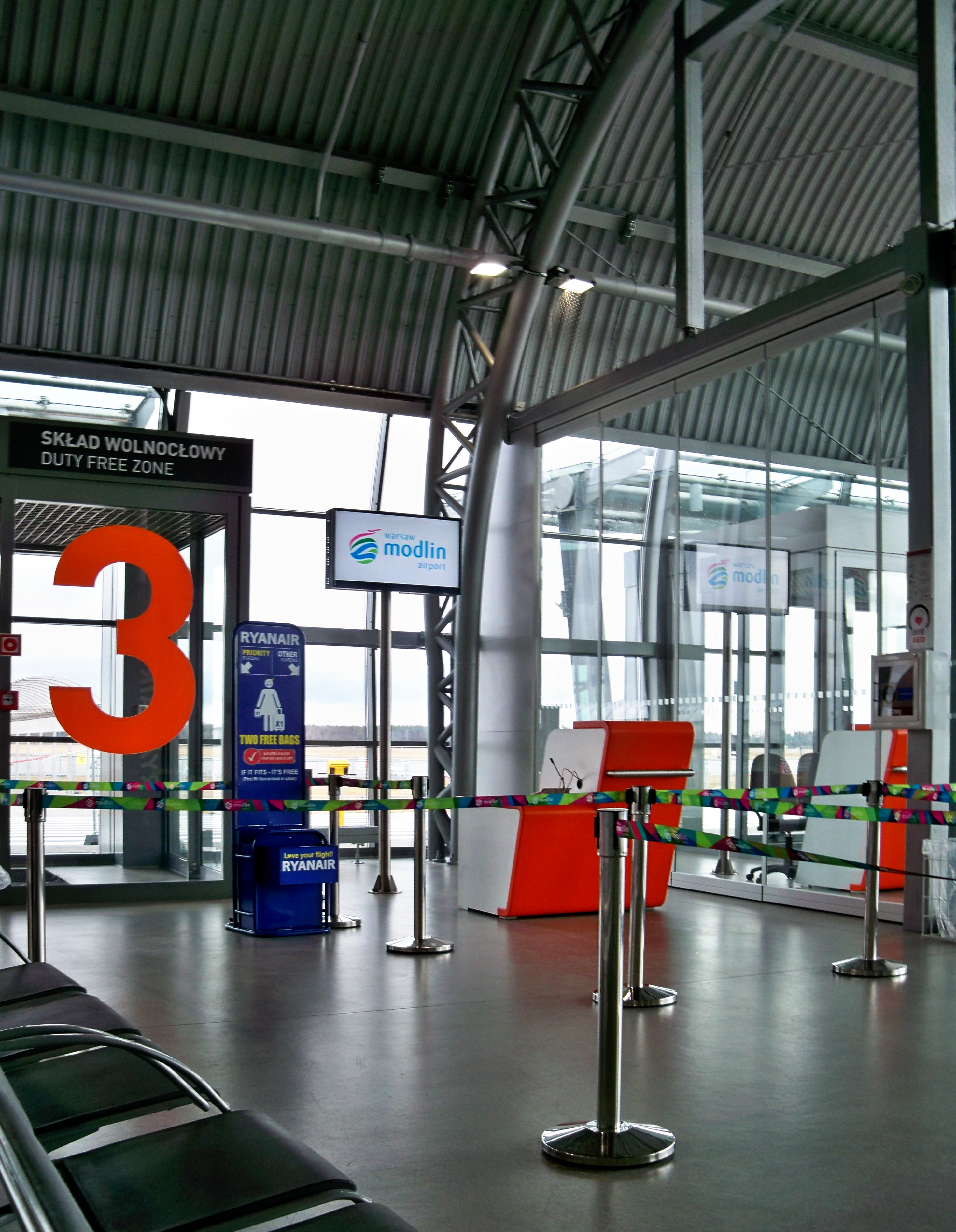
航站楼内部

- 2012年12月12日—华沙地区环境保护局局长对莫德林机场5.5公里的铁路和一个火车站的建设作出了认可决定。
- 2012年12月12日—瑞安航空宣布了2013年夏季飞往巴里、比萨、特拉帕尼、马赛和马略卡岛的航班计划。
- 2012年12月18日—由于莫德林机场经常起雾和缺乏ILS系统，维兹航空宣布，他们将圣诞节和新年期间的所有业务暂时转移到肖邦机场，直到2013年1月6日。
- 2012年12月19日—莫德林机场宣布了由瑞安航空提供的前往克里特岛（Chania）的季节性航班，将于2013年4月26日首飞。
- 2012年12月22日—马佐夫舍省建筑控制检查委员会发布通告，关闭莫德林机场跑道上约1000米的混凝土部分，因为检查发现这些跑道有严重的问题。由于跑道被限制，莫德林机场只能处理能够在1500米跑道上降落的飞机。所有的C代码飞机，如空客A320或波音737，都不能在缩短的跑道上运行，因此，瑞安航空只好将莫德林机场的所有航班暂时转移到华沙肖邦机场。[28]
- 2012年12月27日—莫德林机场的跑道出现了大量混凝土裂缝。跑道承包商Erbud公司的工人们开始了修复工作，他们用手工将裂缝一一填补，试图恢复跑道的原貌。根据波兰法律，Erbud 公司有责任根据保修条款，修复跑道上出现的所有损坏。同时该公司还将承担因机场暂停运营而造成的损失。[29]
- 2013年1月5日—Erbud公司提交了一份书面声明，声明中宣称，Erbud公司已经完成了莫德林机场跑道混凝土部分的08号和26号门槛的维修工作。他们声称，莫德林机场的这条跑道已经可以恢复正常运行。
- 2013年1月8日—威兹航空向莫德林机场提出了1100万兹罗提的索赔，以赔偿其因机场关闭而遭受的损失。但他们保证在跑道修复后将重返莫德林机场。
- 2013年1月8日—莫佐夫舍省建筑控制监察委员会在检查后发现，虽然莫德林机场故障的跑道状况有所改善，但仍不能对机场重新开放做出肯定的决定。原因是还没有进行疏水处理，即保护沥青不被水浸泡。机场的跑道承包商将不得不拆除跑道的两个边缘部分。[30]
- 2013年1月24日—当局维持了禁止使用莫德林机场跑道的两个混凝土部分的决定。[31]
- 2013年2月6日—莫德林机场公布了关于跑道状况和纠正措施的信息和决定，他们认为根据目前的情况，机场需要拆除并重建跑道。在完全修复之前，瑞安航空和威兹航空将暂停使用该机场。从肖邦机场出发的航班计划将持续到2013年4月30日。
- 2013年2月13日—受损跑道的承包商Erbud和机场达成了协议。协议声明，承包商在1月份进行的维修被证明是无效的，原因是承包商在建造跑道时使用了泥灰岩。根据调查，这些泥灰岩是导致跑道损坏和无法控制的大量渗漏的根本原因。泥灰岩作为混凝土的成分，作为骨料不适合这种建筑。因此双方同意用技术更成熟的水泥混凝土重建跑道。[32]

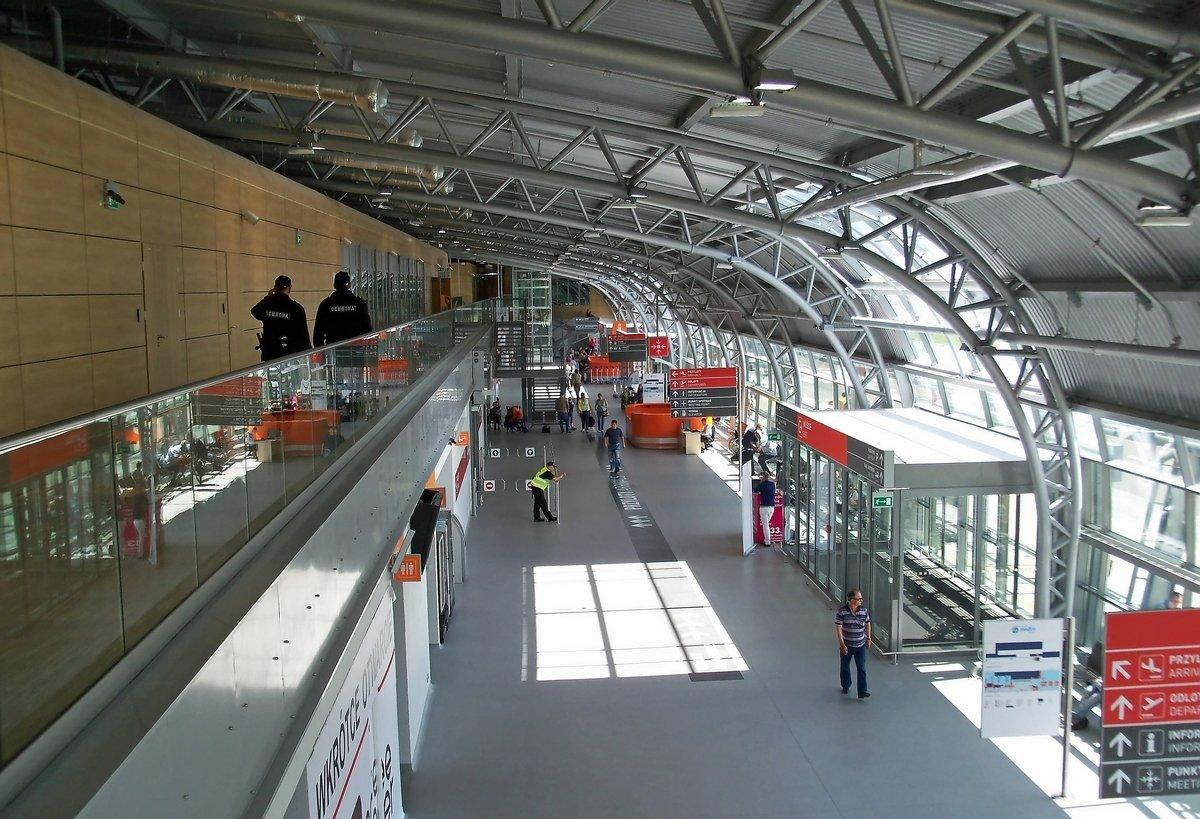
值机大厅

- 2013年2月18日—莫德林机场的跑道问题更加严重，不仅跑道上的混凝土开裂，之前看起来一切正常的滑行道上混凝土层也出现了大面积开裂。机场管理层对Erbud发出了警告。机场声称，如果Erbud不立即解决跑道问题，去重建混凝土跑道，那机场会将修复跑道的任务交付给另一家公司进行，而且根据合同，修复费用将由Erbud承担。
- 2013年3月5日—瑞安航空宣布，它计划从6月30日起在莫德林机场恢复运营。
- 2013年3月11日—为了重建跑道的两个边缘部分，Erbud剥离了跑道上26厘米厚的混凝土层。而剥离后的样品也被送到ITWL进行分析。
- 2013年6月17日—莫佐夫舍省政府解除了对莫德林机场的使用禁令。但莫德林机场仍需要得到民航局的批准，才能重新开始运营。
- 2013年6月18日—波兰航空导航服务局开始在莫德林机场测试ILS（仪表着陆系统）。
- 2013年6月24日—民航局允许大型客机在莫德林机场恢复起飞和降落。
- 2013年9月30日—瑞安航空重返莫德林机场。第一班飞机（FR 2876）于10:25从莫德林机场起飞，前往马略卡岛的帕尔马。
- 2013年11月5日—机场庆祝迎来了第100万名乘客。
- 2014年5月1日—莫德林机场的ILS等级升级到了II类级别。
- 2014年10月23日—瑞安航空在莫德林机场设立了一个办公点。[33]
- 2015年10月20日—机场迎来了第500万名乘客。[34]
- 2016年2月16日—瑞安航空宣布推出前往波尔图的新航线。这是瑞安航空从/到莫德林机场运营的第37个目的地。
- 2016年3月11日—机场迎来了第600万名乘客。
- 2016年11月17日—机场迎来了第800万名乘客。[35]
- 2017年4月24日—机场迎来了第900万名乘客。
- 2019年7月16日—机场迎来了第1600万名乘客。[36]
- 2022年10月31日—摩尔多瓦航空公司入驻莫德林机场，并开通了前往基希讷乌的航空服务。[25]

## 建设民用机场
2005年，波兰机场股份有限公司与军事财产局签订协议，将莫德林机场改建为公共机场。 但由于股东间的纠纷和资金不足，原定于2005年中旬开放的莫德林机场一直推迟到2012年7月才投入使用。

2006年4月，基础设施部放弃了对莫德林机场的直接投资，转而支持马佐夫舍省政府对机场的项目规划。马佐夫舍省政府为机场的现代化提供了1600万兹罗提的资金，但根据专家的报告，莫德林机场要达到机场的标准至少还需要5.4亿兹罗提的项目资金。交通部长Jerzy Polaczek当时表示，机场将于2007年9月开放，但由于资金不足，这一目标未能实现。
2006年10月26日，波兰民航局颁发了一份允许建立民用机场的条例，有效期为24个月。在此期间，申请人如果符合《航空法》的要求，就可以获得建立机场的许可。
民航局签发许可证的重要条件包括：
- 提交马佐夫舍省环境检查委员会对已建机场对环境影响的支持意见声明。
- 提交证明拟建机场的空中交通与周边机场的交通不会冲突的支持意见声明。

2006年11月8日，莫德林机场的建设股东达成协议，成立了马佐夫舍华沙-莫德林机场股份有限公司。其中，军事财产局、波兰机场股份有限公司和马佐夫舍省政府各占约1/3的股份，新庄园市政府占5%的股份。 军事财产局以292公顷的土地作为出资，马佐夫舍省政府则承诺在2006年至2008年期间向公司提供9600万兹罗提的资金。
2007年1月12日，安永会计师事务所公布了莫德林机场的商业计划， 该计划书预计机场将于2008年10月投入运营，并在2009年接待100万旅客。但该计划未考虑机场开放当天是否能通过铁路接驳。莫德林机场总裁Piotr Okienczyc表示，机场候机楼的建设和跑道的修缮将于2007年下半年开始。。
2007 年 5 月 2 日，《Gazeta Wyborcza》援引即将发布的机场环境影响评估报告称，机场扩建将导致当地鸟类数量下降，其中包括一些受保护的物种，并增加与其他机场相比更高的鸟击风险。此外，新杜沃尔市市长雅克·科瓦尔斯基估计，莫德林机场最早将于2009年冬天开放。
2007年12月21日，波兰电台报道称，马佐夫舍省省长已经获得了机场的环境评估报告。根据报告内容，省长对莫德林机场附近的环境质量感到满意，并计划在2009年和2010年之间开放机场。
2008年2月，机场方面宣布，莫德林机场将于2010年投入运营，并将有从华沙中心火车站始发的铁路连接。
2008年10月23日，《波兰日报》报道称，工人们将在几天内开始在机场周边建造临时围栏以进行机场系统改造工程。

2008年11月，法院驳回了OTOP对机场改造许可的上诉。在多方协调后，莫德林机场于2009年9月10日获得了马佐夫舍省省长颁发的建设许可证。
2010年7月18日，马佐夫舍省省长和省议会主席签署了一项法令，将276公顷的国有土地转让给机场。该转让需要基础设施部、国防部和外交部的批准。
瑞安航空公司代表在新闻发布会上宣布，他们计划在莫德林机场设立一个运营基地，并在2012年秋季开通大约10-12个航点。
2012年6月6日，波兰国家文化和遗产保护局批准了机场的部分使用许可，波兰空军技术研究所也对跑道进行了技术评估。根据结果，莫德林机场可以服务于C类飞机，如空中客车A320、波音737等。在结果公开后，莫德林机场宣布机场将于7月下旬开启客运航线。
7月15日和16日，维兹航空和瑞安航空分别在机场运营了莫德林机场开始营业以来的首个航班。
2014年莫德林机场设立了气象站，以监测机场附近航线的天气状况。

## 飞行目的地和航空公司
| 航空公司 | 目的地 |
| -------- | --- |
| 瑞安航空 | 1. 維也納 2. 布鲁塞尔 3. 布拉格 4. 帕福斯 5. 奧胡斯 6. 科隆/波恩 7. 阿利坎特 8. 何塞 9. 马德里 10. 馬拉加 11. 特内里费 12. 瓦倫西亞 13. 赫尔辛基 14. 博韋 15. 雅典 16. 贝尔 17. 伯明翰 18. 布里斯托 19. 東密德蘭 20. 愛丁堡 21. 格拉斯哥 22. 里茲 23. 利物浦 24. 倫敦 25. 曼徹斯特 26. 布達佩斯 27. 香農 28. 都柏林 29. 特拉维夫 30. 巴里 31. 波隆納 32. 卡塔尼亞 33. 奧廖阿爾塞廖 34. 那不勒斯 35. 罗马 36. 特雷維索 37. 安曼 38. 里加 39. 考纳斯 40. 馬耳他 41. 埃因霍溫 42. 桑讷菲尤尔 43. 斯塞新 44. 里斯本 45. 波尔图 46. 哥德堡 47. 科希策 48. 斯德哥爾摩 49. 哈爾科夫 50. 鲍里斯皮尔 51. 利沃夫 季节性航班： 1. 扎達爾 2. 马略卡岛 3. 哈尼亞 4. 科孚島 5. 罗得岛 6. 塞萨洛尼基 7. 扎金索斯 8. 阿布鲁佐 9. 比萨 10. 費德里柯·費里尼 11. 卡利亞里 12. 法魯 |

## 交通统计数字
请参阅源Wikidata查询.
 

### 年度报表
| 年份 | 客运量    | 变化幅度 |
| ---- | --------- | -------- |
| 2012 | 857,481   |          |
| 2013 | 344,476   | ▼059.8%  |
| 2014 | 1,703,219 | ▲0394.4% |
| 2015 | 2,588,175 | ▲052%    |
| 2016 | 2,860,874 | ▲011%    |
| 2017 | 2,932,639 | ▲02.5%   |
| 2018 | 3,081,966 | ▲05.9%   |
| 2019 | 3,105,576 | ▲00.8%   |
| 2020 | 872,059   | ▼072%    |
| 2021 | 1,455,315 | ▲066.9%  |
| 2022 | 3,126,428 | ▲0114.8% |

## 交通状况

### 轨道连接
莫德林机场尚无直达的铁路服务。

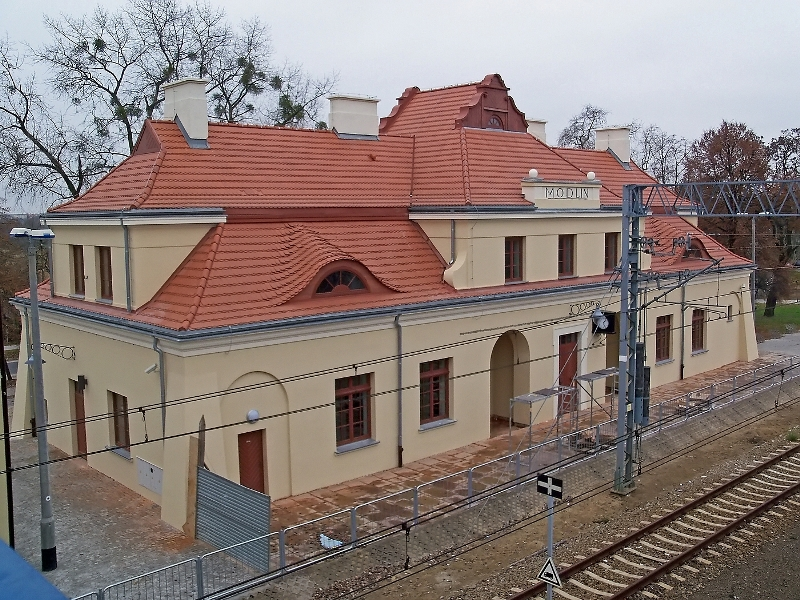
莫德林火车站。从华沙来的火车在这里停靠，去机场的巴士从这里出发。

乘客需乘坐从华沙中央火车站开往格但斯克火车站的列车班次购票，中途经停莫德林火车站。下车后再转乘班车前往莫德林机场，该班车每20分钟发车一次。从华沙市中心到莫德林机场全程耗时约60分钟。
华沙市政府在莫德林机场将要改造完成时透露，市政府有计划在华沙和莫德林机场间修建城市快轨，马佐夫舍地区新庄园市议会对此表示他们将视新城市快轨为城市的良好发展机遇。
2009年12月，马佐夫省省长Adam Struzik决定推进该基础设施项目，并选定了地下车站的设计方案，其造价比地面车站高出1亿兹罗提，而地下车站将为机场日后的扩建留出空间以建成一条城市快轨与华沙肖邦机场相连。
2013年4月，省长宣布将铁路建设项目交由波兰轨道交通有限公司负责 。据2018年的的招标合同，他们预计通往机场的铁路将于2022年竣工。但截至2023年4月，这条快轨仍未正式开通。

### 城市公交与出租车连接

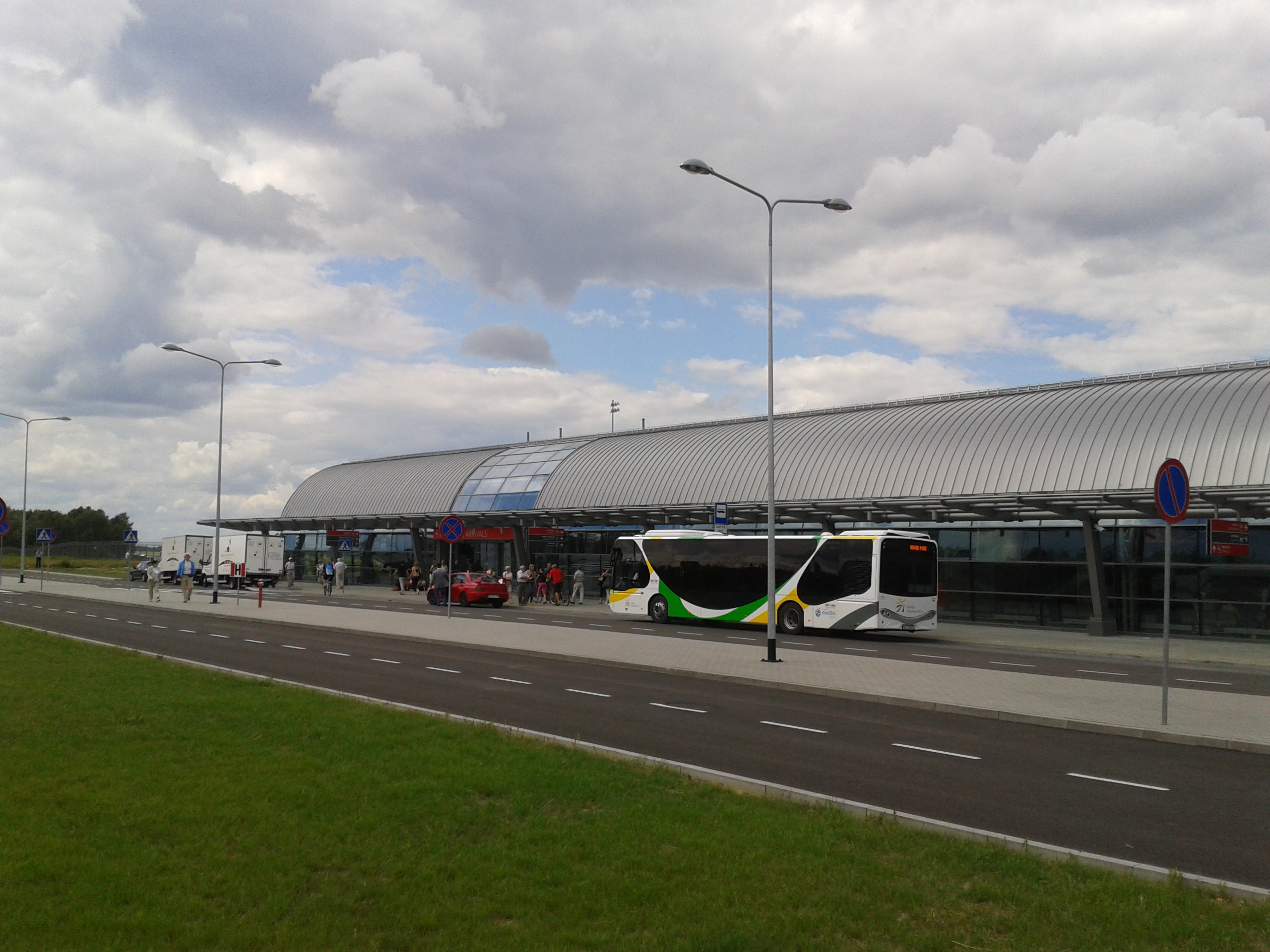
机场的穿梭巴士正在前往莫德林火车站

机场与华沙市中心有弗利克斯巴士和Contbus公交线路直达服务。弗利克斯巴士还在其他城市设有机场班车站点。
航站楼外有出租车等候点。乘坐出租车到肖邦机场的费用约为175至280波兰兹罗提，到市中心的费用约为100至150兹罗提 。

### 道路连接
机场靠近现有的公路网。62号国道连接机场和61号国道（华沙-奥古斯丁），以及S7快速路（华沙-格但斯克）。
此前，马佐夫舍省政府有计划在莫德林机场和格罗肖市之间建设一条新公路，但该计划似乎已被搁置。

## 投资计划
2007年1月，莫德林机场商业计划方案提出了一系列的改善和扩建项目，包括建造两个客运站、机场围栏、机场导航照明、仪表着陆系统、滑行道的现代化、货运站的建设、跑道的翻新和延长至2800米、停机坪的现代化和拓宽、两个跑道快速通道的建设和航站楼前厅。然而由于资金不足，机场官方网站于11月在网站 "未来计划 "版块删除了一些计划项目，如跑道的延长、停机坪和跑道快速通道的拓宽以及货运站的建设。网站还提到跑道本身可以用作滑行道，因此机场方面调整了对跑道翻新的项目规划。
2012年12月12日，华沙-莫德林机场获得了华沙环境保护区域主任的环境许可，允许建造连接机场和莫德林火车站的5.5公里铁轨和火车站。莫德林火车站位于机场附近，距离航站楼约3.5公里。

## 引用
1. ↑  . Wild: otwarcie CPK oznacza zmiany dla Lotniska Chopina -  Radio dla Ciebie.   [2023-03-27]. （原始内容存档于2023-03-27） （波兰语）.
2. ↑  . lotniczapolska.pl.   [2023-03-27]. （原始内容存档于2016-04-12）.
3. ↑  .   [2023-09-12]. （原始内容存档于2013-05-03）.
4. ↑  . legislacja.rcl.gov.pl.   [2023-03-27]. （原始内容存档于2023-03-27）.
5. ↑  . web.archive.org. 2009-10-01  [2023-03-27]. （原始内容存档于2009-10-01）.
6. ↑  ,   [2023-04-06], 原始内容存档于2012-12-19
7. ↑  ,   [2023-04-06], （原始内容存档于2023-03-27）
8. ↑  . wyborcza.biz. 2012-02-02  [2023-04-06]. （原始内容存档于2014-04-08） （波兰语）.
9. ↑  wizzair.com. . 2020-07-09  [2023-04-06]. （原始内容存档于2016-04-07） （波兰语）.
10. ↑  Modlin w rejestrze lotnisk, „Lotnictwo”, nr 3 (2010), s. 14, ISSN 1732-5323
11. ↑  , 2010-10-08  [2023-04-06], 原始内容存档于2010-10-11
12. ↑  ,   [2023-04-06], （原始内容存档于2022-10-20）
13. ↑  ,Karol Placha,「Lotnisko w Modlinie. 2013r.」
14. ↑  . money.pl. 2012-07-15  [2023-04-06]. （原始内容存档于2023-03-27）.
15. ↑  Polska, Grupa Wirtualna. . www.money.pl.   [2023-04-05]. （原始内容存档于2023-03-27） （pl-PL）.
16. ↑  Modlin: 161 tysięcy pasażerów w pierwszym miesiącu działania, „Lotnictwo”, nr 9 (2012), s. 10, ISSN 1732-5323
17. ↑  . 2012-02-01 （波兰语）.
18. ↑  . warszawa.wyborcza.pl.   [2023-04-05]. （原始内容存档于2023-04-05）.
19. ↑  Tusk: winni problemów lotniska w Modlinie nie unikną odpowiedzialności – Puls Biznesu – pb.pl.
20. ↑  ,   [2023-04-06], （原始内容存档于2023-03-27）
21. ↑  ,   [2023-04-06], （原始内容存档于2016-08-21）
22. ↑  , 2013-02-19  [2023-04-06], （原始内容存档于2013-05-04）
23. ↑  , 2013-06-25  [2023-04-06], 原始内容存档于2013-08-21
24. ↑  . 2013-09-10  [2023-04-06]. （原始内容存档于2023-03-27）.
25. 1 2  . Pasazer.com.   [2023-04-05] （波兰语）.
26. 1 2  . web.archive.org. 2013-12-28  [2023-03-30]. （原始内容存档于2013-12-28）.
27. ↑  Taryfa opłat
28. ↑  . web.archive.org. 2012-12-25  [2023-04-05]. 原始内容存档于2012-12-25.
29. ↑  . wyborcza.biz.   [2023-04-05]. （原始内容存档于2023-04-05）.
30. ↑  . www.rynekinfrastruktury.pl.   [2023-04-05]. （原始内容存档于2022-11-29）.
31. ↑  . Fly4free.pl - wydawaj mniej, podróżuj więcej - tanie loty, wczasy, hotele.   [2023-04-05]. （原始内容存档于2023-04-05） （波兰语）.
32. ↑  . TVN Warszawa.   [2023-04-05]. （原始内容存档于2023-04-06） （波兰语）.
33. ↑  . Pasazer.com.   [2023-04-06] （波兰语）.
34. ↑  . web.archive.org. 2015-10-17  [2023-04-06]. （原始内容存档于2015-10-17）.
35. ↑  . www.altair.com.pl.   [2023-04-05]. （原始内容存档于2023-04-06） （英语）.
36. ↑  Marek Rymkiewicz. .   [2019-07-16]. （原始内容存档于2022-11-27） （波兰语）.
37. ↑  Gazeta Wyborcza, „Walka o zyski hamuje lotnisko w Modlinie”, 9 października 2006 .
38. 1 2 3   (PDF). nowydwormaz.pl.   [2023-04-06]. （原始内容 (PDF)存档于2007-09-28）..
39. 1 2  Rzeczpospolita, Karolina Baca: „Pierwsze loty do Modlina za półtora roku”, 9 listopada 2006, .
40. ↑  Rzeczpospolita, „Tanie latanie z Modlina”, 27 października 2006, .
41. ↑  Gazeta Wyborcza, Krzysztof Śmietana: „Tanie lotnisko w Modlinie bez kolei”, 13 stycznia 2007, .
42. ↑  Gazeta Wyborcza, Krzysztof Śmietana: „Czy czapla i orzeł wstrzymają lotnisko w Modlinie”, 2 maja 2007, .
43. ↑  Polskie Radio Online, „Raport środowiskowy lotniska Modlin”, 21 grudnia 2007, .
44. ↑  , 2008-03-17  [2023-04-06], （原始内容存档于2023-04-06）
45. ↑  . Życie Warszawy.   [2023-04-06]. （原始内容存档于2023-04-05）.
46. ↑  , 2009-09-10  [2023-04-06], （原始内容存档于2009-10-01）
47. ↑  , 2010-07-19  [2023-04-06], （原始内容存档于2023-04-06）
48. ↑  w modlinie.php|Ryanair chce otworzyć bazę w Modlinie.
49. ↑  . Fly4free.pl - wydawaj mniej, podróżuj więcej - tanie loty, wczasy, hotele.   [2023-04-05]. （原始内容存档于2023-04-05） （波兰语）.
50. ↑  Budzyński, Bernard. . Kronika Warszawy. 2016, 2(154): 46.
51. ↑  ,   [2023-04-06], （原始内容存档于2023-03-30）
52. ↑  ,Paweł Cybulak,「Z Modlina do Kolonii-Bonn」
53. ↑  ,Dominik Sipiński,「Ryanair poleci z Modlina do Malagi」
54. 1 2 3 4 5 6  ,Anna Żuchlińska,「Nowe połączenia Ryanair z Modlina」
55. ↑  .   [2023-04-06]. （原始内容存档于2023-03-30）.
56. ↑   （波兰语）.
57. ↑  .   [2023-04-06]. （原始内容存档于2023-03-30）.
58. ↑  ,Dominik Sipiński,「Ryanair: Z Neapolu do Modlina i Gdańska」
59. ↑  . pasazer.com （波兰语）.
60. ↑  ,Anna Żuchlińska,「Ryanair kasuje loty z Polski do Oslo Rygge”」
61. ↑  ,Anna Żuchlińska,「Ryanair: Z Warszawy Modlina do Porto」
62. ↑  ,Paweł Cybulak,「Ryanair: Z Modlina do Göteborga」
63. ↑  ,   [2023-04-06], （原始内容存档于2023-03-30）
64. 1 2  ,Paweł Cybulak,「Siedem tras z Polski na Ukrainę」
65. ↑  ,Piotr Golianek,「Ryanair poleci z Polski na Korfu」
66. ↑  .   [2023-04-06]. （原始内容存档于2023-03-30） （波兰语）.
67. ↑  ,Dominik Sipiński,「Nowa trasa krajowa Ryanaira!」
68. ↑  . pasazer.com （波兰语）.
69. ↑  . www.rynek-lotniczy.pl.   [2023-01-26]. （原始内容存档于2023-02-02） （pl-PL）.
70. ↑  Intercity, P. K. P. . www.intercity.pl.   [2023-04-05]. （原始内容存档于2023-04-05） （英语）.
71. ↑  BBCPolska, „Port lotniczy Modlin”, 6 lipca 2005, .
72. ↑  . Rynek kolejowy.pl. 2009-12-04  [2023-04-06]. （原始内容存档于2022-12-03）.
73. ↑  ,   [2023-04-06], （原始内容存档于2021-12-02） （波兰语）
74. ↑  ,   [2023-04-06], （原始内容存档于2023-03-30）
75. ↑  编辑自己去肖邦机场问的。
76. ↑  {{|title=Dojazd – taxi|url=https://web.archive.org/web/20121217074345/http://www.modlinairport.pl/pasazer/dojazd/taxi.html}}
77. ↑  ,   [2023-09-30], （原始内容存档于2023-09-09）
78. ↑  Trasa Olszynki Grochowskiej （页面存档备份，存于）.
79. ↑  ,   [2023-04-06], （原始内容存档于2021-12-02） （波兰语）